# Lista medaliaților olimpici la ciclism
Lista medaliaților olimpici la ciclism oferă o vedere de ansamblu asupra cicliștilor medaliați la Jocurile Olimpice de vară. Datorită datelor numeroase, lista medaliaților este concepută pe teme ca:
- Lista medaliaților olimpici la ciclism pe velodrom
- Cicliștii medaliați la disciplina ciclism rutier
- Medaliații olimpici la MTB/BMX (Mountainbike și Bicycle MotoCross)
- Clasamentul campionilor olimpici la ciclism
- Clasamentul după medaliile olimpice la ciclism, pe națiuni

## Literatură
- Volker Kluge: Olympische Sommerspiele, Die Chronik. Bd.1, Athen 1896 - Berlin 1936. Sportverlag, Berlin 1997, ISBN 3-328-00715-6.
- Volker Kluge: Olympische Sommerspiele, Die Chronik. Bd.2, London 1948 - Tokio 1964. Sportverlag, Berlin 1998, ISBN 3-328-00740-7.
- Volker Kluge: Olympische Sommerspiele, Die Chronik. Bd.3, Mexico City 1968 - Los Angeles 1984. Sportverlag, Berlin 2000, ISBN 3-328-00741-5.
- Volker Kluge: Olympische Sommerspiele, Die Chronik. Bd.4, Seoul 1988 - Atlanta 1996. Sportverlag, Berlin 2001, ISBN 3-328-00830-6.